# Ingeborg Sølvberg

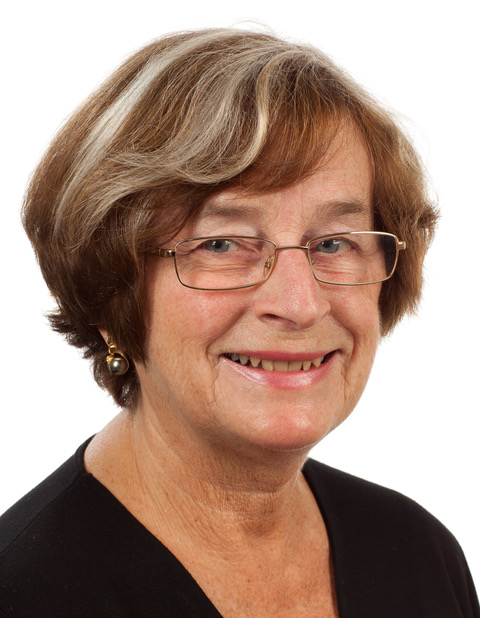
Ingeborg Sølvberg, 2010

Ingeborg Torvik Sølvberg (* 1943) ist eine norwegische Informatikerin und emeritierte Professorin der Technisch-Naturwissenschaftlichen Universität Norwegens (NTNU). Sie betätigte sich vor allem im Bereich der Informationsverwaltung und der Bibliothekssysteme.

## Leben
Im Jahr 1966 beendete Sølvberg ihr Studium der technischen Physik an der Technischen Hochschule Norwegens (NTH). Dort arbeitete sie anschließend zwei Jahre lang als wissenschaftliche Assistentin, bevor sie als Forscherin am IT-Zentrum Regnesenteret NTH tätig wurde. Dieses wurde von der NTH und der Forschungsorganisation SINTEF betrieben. Dort erhielt sie die Zuständigkeit für das Design und die Entwicklung des neuen Bibliothekssystems BIBSYS. Grundgedanke dieses Systems war es, fortan zwei Bibliotheken einen gemeinsamen Katalog führen zu lassen. Mit der Zeit wuchs BIBSYS zu einem größeren Konsortium aus Fach- und Forschungsbibliotheken heran. Sølvberg leitete es von 1972 bis 1986. In den Jahren 1984 bis 1987 war sie Mitglied im Riksbibliotekrådet, der für die nationale Bibliotheksbibliothek Norwegens zuständig war.
Im Jahr 1992 wurde sie die erste Frau Norwegens, die eine Professur im Bereich der Informatik erhielt. Diese hatte sie an der Den allmennvitenskapelige høgskolen, die 1996 mit der NTH zur Technisch-Naturwissenschaftlichen Universität Norwegens (NTNU) zusammengelegt wurde. Sølvberg wurde nach der Zusammenlegung Professorin für Informationsverwaltung an der NTNU. Sie publizierte vor allem im Bereich der Bibliothekssysteme Beiträge.
Sølvbergs Tochter Ingrid Sølvberg übernahm im Jahr 2020 die Leitung der für die Regulierung der Erdöl- und Erdgasförderung zuständigen Behörde Oljedirektoratet.

## Werke (Auswahl)
- Sølvberg/Constantopoulos: Proc. of the 5th European Conference on Research and Advanced Technology for Digital Libraries (ECDL 2001). 2001, ISBN 3-540-42537-3.
- Sølvberg/Koch: Research and Advanced Technology for Digital Libraries (ECDL2003). Proc. 7th European Conference. 2003, ISBN 3-540-40726-X.
- Goh/Cao/Sølvberg/Rasmussen: Asian Digital Libraries. Looking Back 10 years and Forging New Frontiers. 10th International Conference on Asian Digital Libraries, ICADL 2007. Springer, 2007, ISBN 3-540-77093-3.
- Nelson/Sølvberg/Van de Sompel/Boughida/Howard: Proceedings of the 12th ACM/IEEE-CS Joint Conference on Digital Libraries, JCDL 12. Association for Computing Machinery, 2012, ISBN 978-1-4503-1511-1.